# 화순고등학교
화순고등학교(和順高等學校)는 대한민국 전라남도 화순군 화순읍 삼천리에 위치한 공립 고등학교이다.

## 학교 연혁
- 1979년 3월 16일 : 화순고등학교 개교 (신기리)
- 1982년 11월 30일 : 화순여자고등학교 설립 인가 (24학급)
- 1983년 3월 7일 : 화순여자고등학교 개교 (삼천리)
- 1992년 3월 1일 : 학칙 변경 (남,여 15학급) '화순고등학교' 로 교명 변경 (남ㆍ여 공학)
- 2005년 2월 7일 : (구) 화순고 졸업생 학적 이관 (1979-1991 졸업생수 5,549명)
- 2005년 3월 16일 : 화순고 통합 동문 출범 (총 동창회원 10,590명)
- 2006년 6월 1일 : 농산어촌 1군1우수고 정책연구학교 지정
- 2006년 9월 1일 : 자율학교 지정
- 2008년 8월 26일 : 기숙형 고등학교 지정
- 2024년 9월 1일 : 제18대 김주봉 교장 부임
- 2025년 2월 5일 : 제44회 졸업 200명, 총졸업생수 15,425명
- 2025년 3월 4일 : 2025학년도 신입생 입학 208명

## 참고 자료
- 화순고등학교 - 한국교육학술정보원 학교알리미